# 普里莫爾西克 (韃靼布納雷區)
45°41′35″N 29°47′45″E / 45.69306°N 29.79583°E
普里莫爾斯凱（烏克蘭語：Приморське）是位於烏克蘭西南部的村莊，由敖德萨州裡比爾霍羅德-德涅斯特羅夫斯基區的利曼市鎮負責管轄。該村始建於1815年，面積3.17平方公里，海拔高度6米，2001年人口1,841，人口密度每平方公里580.76人。